# Carlo Loffredo
Carlo Loffredo (Roma, 4 aprile 1924 – Roma, 8 dicembre 2018) è stato un contrabbassista, bandleader, conduttore televisivo e conduttore radiofonico italiano.

## Biografia

### Gli inizi
Di origini molisane, autodidatta, comincia a suonare il contrabbasso negli anni della seconda guerra mondiale in un gruppo di universitari dilettanti. Successivamente entra a far parte della 013, prima orchestra jazz italiana, composta da sette elementi e capitanata da Piero Piccioni.
Nel 1945 fonda a Roma, con un gruppo di amici, un circolo di jazz che organizza riunioni di ascolto, jam session ed eventi musicali. Prende parte a diverse formazioni collaborando con altri jazzisti quali Umberto Cesari, Nunzio Rotondo, Walter Cianfrocca e Romano Mussolini. Nel 1947, con un quintetto di studenti universitari, viene inviato a rappresentare l'Italia a Praga al primo Festival del Jazz, ottenendo il primo premio. Stesso successo otterrà dieci anni dopo a Mosca in un analogo concorso.

### LaRoman New Orleans Jazz Band
Viene spesso erroneamente accreditata a Carlo Loffredo la creazione della Roman New Orleans Jazz Band. In realtà quel gruppo si costituì nel 1948 formato da Marcello Riccio (clarinetto), Giovanni Borghi (tromba), Luciano Fineschi (trombone), Ivan Vandor (sassofono tenore), Umberto Cesari (pianoforte), Franco Nebbia (pianoforte), Pino Liberati (contrabbasso), Bruno Perris (chitarra e banjio) e Peppino d'Intino (batteria). Nel 1949 Louis Armstrong in tournèe in Italia diede al gruppo quel nome. In seguito Carlo Loffredo venne diffidato dal Tribunale di Roma dall'usare il nome "Roman New Orleans Jazz Band".

### LaSeconda Roman New Orleans Jazz Band

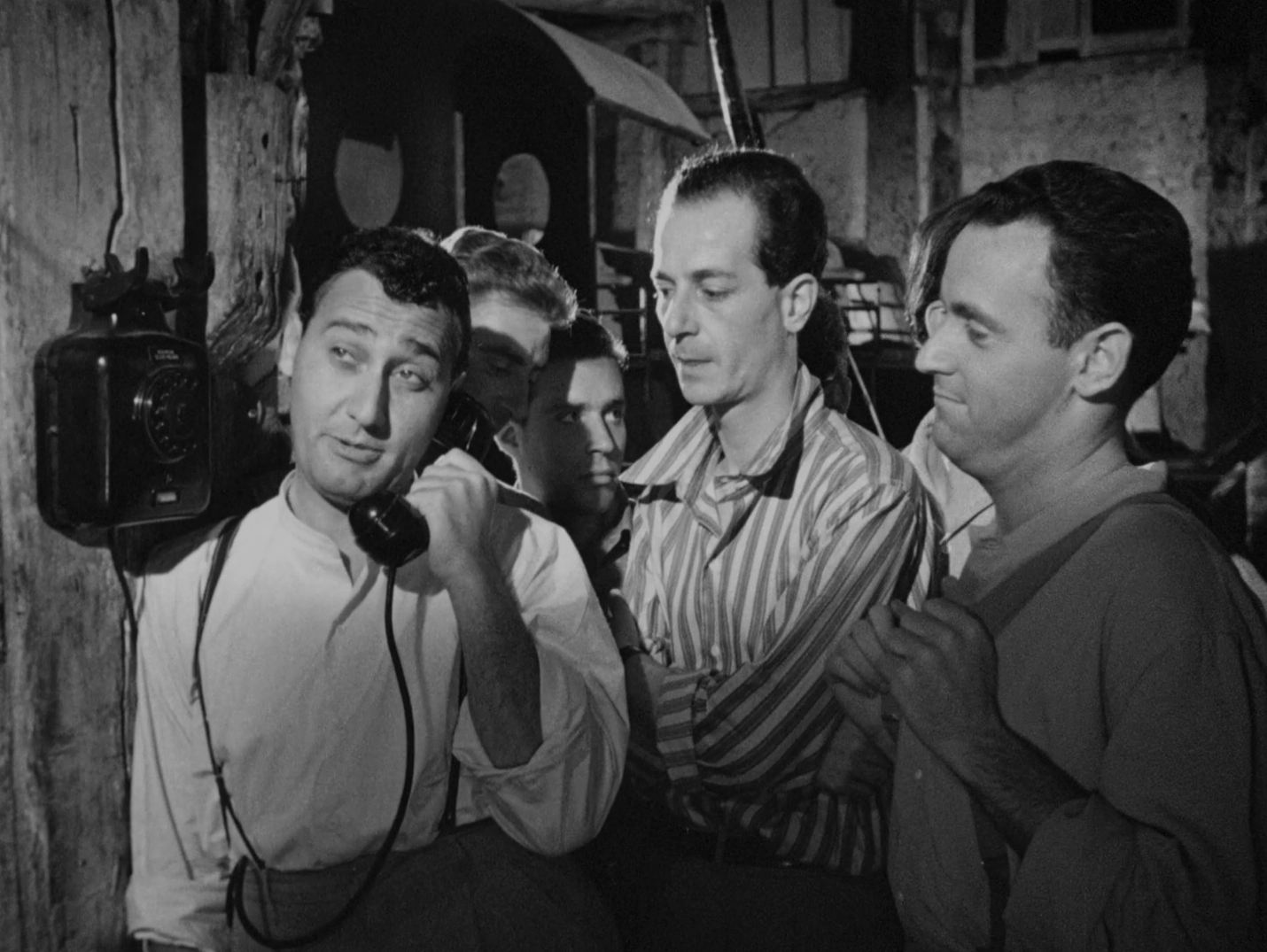
Carlo Loffredo primo a destra, in Un americano a Roma (1954)

Alla fine degli anni '50 diffidato dal Tribunale di Roma ad usare il nome "Roman New Orleans Jazz Band", forma la Seconda Roman New Orleans Jazz Band, con cui compie numerose tournée in Italia e all'estero, suonando con prestigiosi esponenti del jazz italiano (Bruno Martino, Lelio Luttazzi, Gorni Kramer) e internazionale, quali Django Reinhardt, Louis Armstrong, Dizzy Gillespie, Oscar Peterson, Earl Hines, Chet Baker, Stéphane Grappelli, Joe Venuti e altri.
Compare come musicista in alcuni film (Un americano a Roma, 1954, L'amico del giaguaro, 1958,La baia di Napoli 1960, L'idea fissa, 1964) e commedie musicali (Tutto fa Broadway, 1952 e Ciao Rudy, 1966) e prende parte a numerose trasmissioni radiofoniche e televisive come autore o come conduttore.
Sotto l'etichetta Cetra realizza con Jula de Palma l'album Whisky e Dixie nel 1967 e con Claudio Villa Villa tutto Dixieland nel 1972. Il primo disco non è stato mai ristampato ed è per questo oggi una rarità per i collezionisti. Il secondo disco è stato ristampato in CD dalla Warner nel 2010.
Nel 2008 affida alle stampe la sua autobiografia Billie Holiday, che palle!, pubblicata da Coniglio editore.
Si esibisce regolarmente tutti i martedì sera a Roma, al Cotton Club - il noto locale di Minnie Minoprio - con la sua jazz band comprendente i migliori specialisti italiani del jazz tradizionale:
- Paolo Petrozziello, cornetta
- Carlo Ficini, trombone
- Giorgio Cùscito, sassofono tenore
- Enzo Il Grande, contrabbasso
- Osvaldo Mazzei, batteria

Il 21 maggio 2016 è con la sua orchestra sul palco di piazza Navona per il funerale laico di Marco Pannella.

## Programmi varietà radio RAI
- Per noi adulti presentano Carlo Loffredo e Lori Randi, regia Enrico Di Paola, settimanale 1976 secondo programma.

## Discografia parziale

### 33 giri
- 1969: Musica + musica (Det, SDG 1008)

### 45 giri
- 1966: Ciao Rudy/Il mio nome (ARC, AN 4073)